# René Sylvestre
Pour les articles homonymes, voir Sylvestre.
René Sylvestre (né le 14 septembre 1962 à Saint-Marc et mort le 23 juin 2021 à Mirebalais) est un juriste haïtien, président de la Cour de cassation du 1er février 2019 à sa mort.

## Biographie
René Sylvestre est né d’une famille modeste. Après ses études secondaires dans la cité Nissage Saget, à Saint-Marc, sa ville natale, il opte pour l'université où il a décroché sa licence en droit. Il a consacré une grande partie de sa vie au service de la justice haïtienne.
De septembre 1993 à novembre 1994, il est commissaire pour le tribunal de première instance de Saint-Marc (Section terrienne). Entre le 9 novembre 1994 et octobre 1995, il occupe les fonctions de commissaire du gouvernement près du Parquet du tribunal de première instance de Saint-Marc, puis de juge à la section terrienne du tribunal de première instance de Saint-Marc, du 30 novembre 1995 au 14 août 1997. Le 14 août 1997, il est à nouveau nommé juge au tribunal de première instance de Saint-Marc. Le 12 juin 1998, il se voit confier le poste de doyen du tribunal de première instance de Saint-Marc pour son expérience et exerce cette fonction jusqu’au 12 mai 2004. 
Son mandat de juge est en même temps renouvelé à la cour d'appel des Gonaïves mais il est nommé à la Cour de cassation par le Sénat. Le 3 février 2016, il est installé comme membre du Conseil supérieur du pouvoir judiciaire. Il est promu et prête serment le 1er février 2019 comme juge remplissant la fonction de président de la Cour de cassation et du Conseil supérieur du pouvoir judiciaire, par le président Jovenel Moïse, remplaçant le président sortant, Jules Cantave,. 
René Sylvestre meurt des suites de la Covid-19 le 23 juin 2021 à Mirebalais.